# بایتودشت چهارم
بایتودشت چهارم (به انگلیسی: Baitudasht IV) دارای فرم بیضی-لوزی شکل بوده که مساحت آن ۱۰ هکتار است. از سه طرف به بستر رودخانه منتهی می‌شود. فقط یک راه باریک از سمت شرق در رودخانه وجود دارد که در آنجا بقایای دیوار شهر به صورت تپه قابل مشاهده است. در امتداد لبه شمالی تپه ۷ برجستگی نیم دایره ای به شکل برج وجود دارد. این مجموعه دارای ساختمان‌هایی شامل جایگاه مقدس آتش و اتاق‌های مختلف برای مراسم مذهبی بوده‌است.